# Anagramme
Pour le jeu de société, voir Anagramme (jeu). Pour l'épisode de X-Files, voir Anagramme (X-Files).

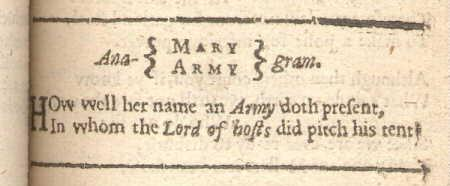
Illustration d'une anagramme par le poète anglais George Herbert dans The Temple (1633).

Les anagrammes de « Le Marquis de Sade » : Démasqua le désir - Marque des ladies.

Une anagramme est un mot ou une expression obtenu en permutant les lettres d'un mot ou d'une expression de départ.
Une anagramme (le mot est féminin) — du grec ἀνά / aná, « en arrière, en sens contraire », et γραμμά / grammá, « lettre », anagramma : « renversement de lettres » — est une sorte de jeu sur les mots, qui permute les lettres d'un mot pour en extraire un mot nouveau, ou d'un groupe de mots pour en extraire un sens nouveau.
Dans la plupart des cas, il est sous-entendu que ce nouveau mot existe dans un dictionnaire, ou que la nouvelle expression signifie quelque chose. Mais la méthode est aussi pratiquée pour créer des mots qui n’existent pas (ou des pseudonymes), voire pour cacher le sens d’un texte comme en cryptographie.
Jeu littéraire, l'anagramme peut aussi avoir une valeur ésotérique. Elle a fait l'objet de l'attention autant des linguistes — à l'instar de Ferdinand de Saussure — que des psychanalystes et des poètes contemporains.
Une anagramme qui inverse simplement l’ordre des lettres s’appelle une anacyclique : cela - Alec ou Noël - Léon. Le palindrome est un mot qui se lit identiquement dans les deux sens (radar, tassât).

## Exemples

### Avec un mot
| 1 - Séries d’anagrammes |
| --- |
| manoir - minora - romain - romani (marino - Mirano - Romina - Marion - Maroni - Armino)                                                         |
| nectar - carnet - encart - canter - cranté - tancer - encrât - cernât - crénât - créant - (+ trance (angl.))                                    |
| argent - gérant - grenat - garent - granet - ragent - Tanger - gréant - régnât - ganter - (+ Garten (all.))j                                    |
| crâne/é - écran - nacre/é - carne/é - rance - ancre/é - caner - encra - cerna - créna (du verbe créner) - (+ , cenar, nacer (esp.)) - (+ Acren) |
| casser - crases - crasse - césars - ressac - sacres/és - séracs                                                                                 |
| aléseur - laurées - resalue - râleuse - Suarlée                                                                                                 |
| carte - écart - acter - caret - cérat - trace/é - créât - recta (+ react (angl.) + tacer (esp.))                                                |
| poutres - posture - troupes (+ stupore (lat.))                                                                                                  |
| bestial - bétails - baliste - établis |
| sortie - rôties - toiser - sorite - [seroit (anc.fr.)] - Tories                                                                                 |
| entrais - insérât - riantes - serinât - sentira - sériant - tarsien - traines/és - transie - tsarine                                            |
| ralentis - salirent - latrines - relisant |
| juste - sujet - jutes/és |
| naturel - Laurent - Renault - Lautner - (+ neutral (angl.))                                                                                     |
| platine/é - patelin - plainte - épilant - pliante                                                                                               |
| adonner - donnera - redonna |
| engager - grenage - regagne/é - rengage/é |
| pirate - paître - parité - patrie - partie - prêtai - repaît - étripa                                                                           |
| carie - acier - créai - craie - Icare - (Le) Caire                                                                                              |
| néo - Noé - Eno - Eon/ eon (angl.) - one (angl.)                                                                                                |
| coréen - cornée - encore - écorne/é |
| chien - niche/é - chine/é, Chine |
| tare/é - rate/é - âtre - réât - téra- - Arte (+ tear (angl.) + ater (lat.))                                                                     |
| croupie - poucier - copieur |
| entrait - tartine/é - tintera - traient - étirant - itérant - nattier - nitrate                                                                 |
| ordre - rôder/roder - dorer |
| crabe - berça - cabre/é |
| câble/é - bâcle/é - Caleb |
| trêve - verte - revêt - Evert |
| imaginer - migraine - germinai |
| opéra - apéro - paréo |
| 2 - Doublets amusants |
| sommeil - immoles/és |
| baignade - badinage |
| couille - luciole |
| parisien - aspirine |
| police - picole |
| soigneur - guérison |
| cuve/é - vécu |
| chien - niche |

Les séries d’anagrammes ont ainsi donné naissance à des variantes : les anaphrases par exemple, où avec un mot dans le désordre, on doit former plusieurs mots et les placer correctement dans une phrase. Exemple, avec AEEGNRT, on peut former la phrase : « Je trouve cela ÉTRANGE que la GÉRANTE soit avec un RENÉGAT ARGENTÉ».

### Avec deux mots ou plus
| 1- Nom propre (voir aussi ci-dessous : pseudonyme) | Anagramme                                                    |
| -------------------------------------------------- | ------------------------------------------------------------ |
| Napoléon, Empereur des Français                    | Un Pape serf a sacré le noir démon                           |
| Albert Einstein                                    | Rien n'est établi - Tartine-les bien                         |
| Pierre de Ronsard                                  | Roser de Pindarre (~rosier de Pindare)                       |
| Le Marquis de Sade                                 | Démasqua le désir - Marque des ladies                        |
| Tom Elvis Jedusor                                  | Je suis Voldemort                                            |
| Tom Marvolo Riddle                                 | I am Lord Voldemort                                          |
| Jean-Paul Sartre                                   | Satan le parjure                                             |
| Michel Onfray                                      | Lyncher ma foi                                               |
| Pablo Picasso                                      | Pascal Obispo                                                |
| Salvador Dalí                                      | Avida Dollars                                                |
| Tancrede Melet                                     | Me tendre lacet                                              |
| Vincent Auriol                                     | Voilà un crétin                                              |
| Laurent Fabius                                     | Naturel abusif                                               |
| Jean-Marie Le Pen                                  | Je ramène le pain                                            |
| Le commandant Cousteau                             | Tout commença dans l'eau                                     |
| Boris Vian                                         | Bison ravi                                                   |
| Emmanuel Macron                                    | Nommer ma lacune                                             |
| 2- Expression                                      | Anagramme                                                    |
| Révolution française                               | Un véto corse la finira                                      |
| Ordinateur                                         | Dur notaire - dorerait nu - on durerait - ration dure / rude |
| Chauve-souris                                      | Souche à virus                                               |
| Centrale nucléaire                                 | Le cancer et la ruine                                        |
| Le réchauffement climatique                        | Ce fuel qui tache le firmament                               |
| La crise économique                                | Le scénario comique                                          |
| Question sans réponse                              | Enquêtons sans espoir                                        |
| Le boson scalaire de Higgs                         | L'horloge des anges ici-bas                                  |
| Matière à contredire                               | Récréation à méditer - Rédaction téméraire                   |

## Historique de la notion
La construction d‘anagrammes est un divertissement depuis l'Antiquité, où l’on rapportait que l'art de l'anagramme avait été inventé par le poète grec Lycophron. Elles étaient pratiquées dans toute l'Europe du Moyen Âge. On en retrouve aussi beaucoup dans la Kabbale à travers le Sefer Ha Zohar ; les lettres représentant les images des énergies divines.
Une anagramme bien connue est le changement de l'« Ave Maria, gratia plena, Dominus tecum » (Je vous salue Marie, pleine de grâce, le Seigneur est avec vous) en « Virgo serena, pia, munda et immaculata » (Vierge sereine, pieuse, pure et immaculée). Une autre est la réponse à la question de Pilate, « Quid est veritas ? » (Qu'est-ce que la vérité ?) en « Est vir qui adest » (c'est l'homme qui est ici).
En France, Pierre de Ronsard a produit l'une des plus célèbres anagrammes dans ses poèmes : « Marie, qui voudroit vostre beau nom tourner / Il trouveroit aimer : aimez-moi donc, Marie ».
En Angleterre, John Dryden a dédaigneusement nommé ce passe-temps « torture d'un pauvre mot de dix centaines de façons possibles » mais la langue anglaise s’y prêtant aisément, beaucoup d'hommes et de femmes de lettres y puisèrent un amusement certain. Les courtisans de Jacques Ier virent en James Stuart « A Just Master, un maître juste ». On cite aussi les transpositions de « Horatio Nelson » en « Honor est a Nilo » (en latin, « l'honneur vient du Nil ») et de « Florence Nightingale » en « Flit on, cheering angel » (« Poursuis ton vol, ange de bonté »). Notons encore celui-ci, apparu au cours de la Seconde Guerre mondiale :  The German soldiers = Hitler's men are dogs. et, plus récent :  Margaret Thatcher = that great charmer.

## Utilisation

### Anagrammes et pseudonymes
Les anagrammes sont également souvent utilisées par les auteurs pour se nommer plaisamment ou se choisir un nom de plume :
- Alcofribas Nasier : François Rabelais
- Voltaire : anagramme de son nom réel (AROVET L.I, c'est-à-dire Arouet le Jeune)
- Polyme : le 5 novembre 1792, Olympe de Gouges placarde une affiche pamphlétaire contre Robespierre et Marat  en signant par l’anagramme de son prénom.
- Arsenal du Midi et Animal du Désir : Luis de Miranda
- Lord R’hoone : Honoré (Honoré de Balzac)
- Treclau : pseudonyme qu'utilisa Henri de Toulouse-Lautrec
- Pauvre Lélian : Paul Verlaine se nomme ainsi dans les Poètes maudits
- Don Evané Marquy : titre d'un poème anagrammatique de Raymond Queneau

(on trouve pour le même auteur Rauque Anonyme qui est en réalité l'anagramme de Raymon(d) Queneau)
- Bison ravi, Brisavion, Baron Visi : Boris Vian
- Mr Mojo Risin : Jim Morrison (dans la chanson L.A. Woman)
- Marguerite Yourcenar : Marguerite de Crayencour
- Sébastien Japrisot :  Jean-Baptiste Rossi
- Madame Trebelli, artiste lyrique, choisit comme nom de scène une anagramme de son nom de naissance (Gillebert)
- Amixem : anagramme du prénom du vidéaste français Maxime Chabroud
- Death Cube K : Buckethead
- Étron de Bran : André Breton
- Arrigo Boito a écrit, sous l'anagramme de Tobia Gorrio, La Gioconda pour Ponchielli, d'après Victor Hugo.
- Hergé, pseudonyme usuel en forme d'anagramme orale inversée des initiales du patronyme du créateur de Tintin : Georges Remi.
- Jean Borotra : Il utilise le pseudonyme de Ortabor pour disputer des tournois de tennis alors qu'étudiant à l' École Polytechnique, il envoie son condisciple et partenaire de tennis Louis Leprince-Ringuet passer des examens partiels à sa place[9].

### L'anagramme dans la littérature
- Dans Le Rouge et le Noir de Stendhal, Julien Sorel lit un papier indiquant : « Détails de l’exécution et des derniers moments de Louis Jenrel, exécuté à Besançon, le… » ; or « Louis Jenrel » est l'anagramme de « Julien Sorel ».
- Dans le roman Carmilla de Sheridan Le Fanu, texte fondateur du mythe du vampire en littérature, le personnage du vampire est découvert sous plusieurs noms tous anagrammes les uns des autres, c'est ce qui mettra la puce à l'oreille aux autres personnages sur la nature surnaturelle de Carmilla. Les anagrammes sont les suivantes : Carmilla, Marcilla, Millarca, Mircalla. (Certains croient voir un rapprochement à faire avec la nouvelle de Théophile Gautier : Arria Marcella. L'anagramme n'est pas complète, ou alors elle est cachée avec un autre mot, mais il y a une similitude dans le personnage, le thème du vampire et dans le nom.)
- Paul Verlaine se mettait en scène dans ses poèmes sous le nom de Pauvre Lélian.
- Arsène Lupin, le célèbre gentleman cambrioleur de Maurice Leblanc, utilise parfois des anagrammes comme pseudonymes : Paul Sernine, (Don) Luis Perenna, etc.
- Dans la saga Harry Potter, sous le nom de « Tom Marvolo Riddle » se cache « I am Lord Voldemort », « riddle » signifiant, par ailleurs charade, devinette, énigme. (Dans la traduction française : Tom Elvis Jedusor pour « Je suis Voldemort ».)
- Olrik : dans La Machination Voronov l'adversaire de Blake et Mortimer se fait appeler Ilkor.
- Dans le roman Da Vinci Code, les anagrammes sont souvent utilisées. La plupart des énigmes et des secrets se résolvent de cette manière.
- Le Virginal, le personnage du peintre tyrannique et dominateur dans L'Atelier du peintre de Patrick Grainville, est l'anagramme du nom de l'auteur.

#### L'anagramme comme création littéraire
Pour le linguiste Ferdinand de Saussure, dans ses Cahiers d'anagrammes, l'anagramme serait le principe de base de la technique poétique indo-européenne. On retrouve en effet des anagrammes dans les poèmes romains, faisant l'éloge le plus souvent de mécènes ou de héros.
Saussure a défini un type d'anagramme, fondé sur la syllabe et non plus sur la lettre et qu'il nomme « hypogramme ». Le linguiste crée aussi le « paragramme », sorte d'anagramme libre. Pour Saussure, le texte est une matrice de signifiants permettant des significations infinies accessibles par des clés ; l'anagramme serait donc une figure jouant sur ce sens caché.
L'anagramme pose la problématique du sacré dans la langue, proche de l'ésotérisme qui l'utilise beaucoup, et de l'alchimie qui cache les sens (l'essence), comme dans le carré Sator, palindrome latin formé de cinq anagrammes de cinq lettres chacune.
L'écrivain Georges Perec (Alphabets, Beaux présents, belles absentes) ainsi que d'autres poètes membres ou proches de l'OuLiPo ont créé des œuvres à partir d'anagrammes : Unica Zürn initiée par Hans Bellmer, Oskar Pastior ou encore Michelle Grangaud et Pascale Petit.
Jules Verne a créé dans De la Terre à la Lune et sa suite Autour de la Lune, parmi les trois héros du voyage dans la Lune en boulet de canon, un Français du nom de Michel Ardan. Ce patronyme romanesque est l'anagramme de Nadar.

### L'anagramme au cinéma et à la télévision
L'anagramme peut contribuer à dévoiler obliquement l'intrigue d'un film aux plus observateurs, ou à faire une référence discrète à un élément extérieur
- Dans Rosemary's Baby (1968), l'héroïne découvre que le nom de « Steven Marcato », trouvé dans un livre de sorcellerie, n'est autre que l'anagramme du nom de son voisin, Roman Castevet.
- Dans Adieu Poulet (1975), le nom du commissaire principal Verjeat (Lino Ventura) est l'anagramme oral du célèbre personnage de Victor Hugo, l'inspecteur Javert.
- Dans I… comme Icare (1979), film inspiré de l'assassinat du président des États-Unis John Fitzgerald Kennedy, le faux tueur se nomme « Daslow » tandis que l’assassin présumé de JFK se nommait Oswald.
  - Toujours dans I… comme Icare, le nom donné à l'université à laquelle appartient le professeur Naggara est l'université de Layé. Or, toutes les expériences sur la soumission à l'autorité menées par le Pr Naggara ont effectivement été réalisées dans les années 1960 à l'université Yale.
- Dans le film Le Silence des agneaux (1991), le docteur Hannibal Lecter donne le faux nom de « Faust Federel » aux autorités quand celles-ci cherchent à connaître l'identité du tueur en série surnommé « Buffalo Bill ». Mais l'agent du FBI, Clarice Starling, devine que « Faust Federel » est l'anagramme de « sulfate de fer », autrement dit « l'or du pauvre » et donc une fausse piste.
  - En revanche, dans le roman original Le Silence des Agneaux qui a donné ce film, Hannibal Lecter livre aux autorités le nom « Billy Rubin »[11], un homophone du mot bilirubine dont un de ces dérivés est, entre autres, un des composants de la matière fécale humaine.
- Dans Les Experts (1992), le personnage de Bishop (Robert Redford) cherche le mot de passe du décrypteur universel fabriqué par la société « Setec Astronomy ». Pris d'une illumination, il mélange les lettres du nom et trouve le mot de passe, « Too Many Secrets ».
- Dans Matrix (1999), le héros Neo apprend qu'il est l'Élu (The « One », en anglais).
- Le film Ciel d'octobre (October Sky, 1999) est adapté du roman Rocket Boys. Le film devait à l'origine porter le même nom que le roman, mais les producteurs considérèrent que ce n'était pas un titre « vendeur ». Le titre finalement retenu, « October Sky », est une anagramme du titre du roman et fait également référence au mois d'octobre durant lequel le jeune héros est inspiré par la mission Spoutnik.
- Dans Charlie et ses drôles de dames (2000), le personnage de Dylan réalise, alors qu'elle est en voiture avec ses partenaires que le nom de la société « Nick Xero » est l'anagramme d'« Eric Knox », leur ennemi.
- Dans La Boîte noire (2005), le personnage de Sylvain Ganem, un nom imaginé par le héros, est l'anagramme du nom de son frère, Yvan Seligman.

Contrairement à la rumeur, le nom d'Alan Smithee, pseudonyme utilisé par les réalisateurs américains qui ont renié leurs films, n'a pas été choisi parce qu'il est l'anagramme de « The Alias Men » (« les hommes au nom d'emprunt ») ; il ne s'agit que d'une coïncidence.
- Dans un sketch des Monty Python, The Man Who Speaks in Anagrams (« L'homme qui parle en anagrammes »), un personnage incarné par Eric Idle, Hamrag Yatlerot, s'exprime exclusivement en anagrammes. Il travaille sur des versions en anagrammes des pièces de William Shakespeare (ou plutôt, « Malliwi Rapesheake »), avec notamment Thamle, Le Charmand de Nevise ou encore Trichar Drois. Par ailleurs, toute la suite de l'épisode contenant ce sketch du Monty Python's Flying Circus reprend des anagrammes jusqu'au titre de l'émission elle-même, rebaptisée le « Tony M'Nyphots Flying Risccu ».
- Dans la série X-Files : Aux frontières du réel, dans le dernier épisode de la saison 3, la mère de Mulder lui donne un message sous forme d'anagramme. Le message était PALM (« paume » en français). En décodant l'anagramme, Mulder forme le mot LAMP, (« lampe »), ce qui lui indique où chercher le prochain indice.
- Le titre de la série Torchwood est une anagramme  de Doctor Who, dont elle est la série dérivée.
- Dans la série House, l'ex-femme de James Wilson appelle leur chien « Hector Gros Dégueu », une anagramme de « Docteur Greg House », le personnage principal de la série.
- Dans la série The L Word (épisode 5, « Lifeline »), Alice rencontre Uta Refson, une vampirologue qu'elle soupçonne d'être un vrai vampire. Quand Alice regarde sa plaque professionnelle vissée au mur dans le miroir, elle voit que « Uta Refson » devient « Nosferatu » ; cette anagramme est également un anacyclique.
- Dans la série NCIS : Enquêtes spéciales, le personnage de Timothy McGee utilise l'anagramme de son nom, « Thom E.Gemcity », pour écrire des romans sur les affaires que lui et ses coéquipiers résolvent.
- Dans le dessin animé Blake et Mortimer (épisode « Le Testament de l'Alchimiste »), le personnage de Nicolas Flamel, le protagoniste de l'intrigue, prend le pseudonyme de « Lasco F. Millena », anagramme de son véritable nom.
- Dans la série Noob, l'un des personnages appartenant à la faction de l'ordre se nomme Nazetrime, anagramme de « Maître Zen », ancien propriétaire de la guilde Noob, aujourd'hui ennemi de celle-ci.

### L'anagramme dans les arts
- L’artiste Jean Dupuy, écrit son premier livre d’anagrammes : Ypudu, Anagrammiste édité par C. Xatrec, en 1987. Il réalise également des peintures anagrammatiques sur toiles.
- Dans l'art contemporain, l'artiste Jean Daviot utilise de multiples anagrammes dans sa série « Écart des mots » où il inscrit des mots dans des paysages..
- Une anagramme peut-être qualifiée de belle si elle est parfaite (respect des accents, tirets, etc) et/ou si elle implique un lien sémantique entre les deux mots (exemples : niche/chien, soigneur/guérison, récit/écrit, guêpier/piégeur, engrais/graines, etc).
- Camille Saint-Saëns est une anagramme de il calme sans tisane.

### Autres
- Au XVIIe siècle l'ecclésiastique, Claude Le Laboureur, a anagrammé Frère Jacques Clément : c'est l'enfer qui m'a créé
- En mai 68, les grévistes de Berliet changèrent le nom de leur usine en Liberté.
- Au cours de l'hiver et du printemps 2002, certains milieux proches du Front national et de son président s'étaient réjouis de constater que le nom de l’héroïne du film de Jean-Pierre Jeunet, Le Fabuleux Destin d'Amélie Poulain, formait la curieuse anagramme « Oui à l'ami Le Pen ».
- Le Figaro Magazine avait pour anagramme Le gai fromage nazi.
- Only Lyon, slogan officiel de la ville de Lyon[12].
- Fidel Castro. En 1962, un an après l'échec du débarquement de la Baie des Cochons et quelques mois avant la crise des missiles de Cuba l'administration Kennedy simula au grand jour, de par l'anagramme choisie, un projet d'attaque directe contre l'île : elle organisait des manœuvres militaires dont le but était renverser « un tyran nommé Ortsac ».
- Le physicien et vulgarisateur Étienne Klein fait remarquer que Le boson scalaire de Higgs, qui donne une masse aux particules et permet de ce fait la définition du temps, a pour anagramme L’horloge des anges ici-bas[13]. Il donne également les anagrammes tirées du titre de son livre Matière à contredire, citées plus haut.

- Dans le manga Rave de Hiro Mashima, Ogre cache le « Silver Ray » sous le nom « River Saly ».
- L'album KOKIA∞AKIKO ~Balance~ contient une anagramme de son auteur, KOKIA.

## Domaines transversaux

### Sciences
L'anagramme a été utilisée afin de protéger des découvertes scientifiques, et d'en conserver l'antériorité, et aussi pour se donner du temps pour les contrôler.
Ainsi, Galilée a annoncé certaines de ses découvertes de 1610 en astronomie par des anagrammes, notamment : « Smaismrmilmepoetalevmibunenugttaviras » pour Altissimum planetam tergeminum observavi (J'ai observé triple la planète la plus distante, première mention de ce qu'on connaitra plus tard comme les anneaux de Saturne), ou encore haec immatura a me iam frustra leguntur oy (les choses qui ne sont pas encore mûres sont lues en vain par moi), anagramme de Cynthiae figuras aemulatur mater amorum (la mère de l'amour imite les figures de Cynthia) qui a servi à annoncer la découverte que la planète Vénus présente des phases tout comme celles de la Lune. Il est connu que Galilée a observé Neptune en décembre 1612 et janvier 1613, et ce bien qu'il n'ait jamais rien publié à ce sujet. Il a été proposé en 2009 de chercher dans ses manuscrits une anagramme non déchiffrée concernant cette observation, afin de déterminer s'il avait ou non conscience d'avoir observé une nouvelle planète.
Huyghens a lui aussi utilisé le procédé en 1656 pour annoncer que les formes identifiées autour de Saturne par Galilée sont en fait des anneaux. Il publie à la fin de son livre Saturni luna observatio nova consacré à la découverte de Titan l'anagramme « Aaaaaaa cccc d eeeee g h iiiiii mm nnnnnnnnn ooooo pp q rr s tt uuuuu » de Annulo cingitur tenui plano nusquam cohaerente ad eclipticum inclinato ([Saturne] est entouré d'un anneau plat et mince qui nulle part ne le touche et qui est incliné sur l'écliptique).
Robert Hooke en 1660, pour la loi de Hooke, ou loi d'élasticité linéaire, forge l’anagramme : « ceiiinosssttuv »
(solution : « ut tensio sic vis » ce qui signifie « telle extension, telle force » ou « l'allongement est proportionnel à la force »), et  en 1675, pour la « loi de l'arche » (courbe de la « chaînette renversée »), anagramme : « abcccddeeeeeefggiiiiiiii-illmmmmnnnnnooprrsssttttttuuuuuuuux »
(solution : « Ut pendit continuum flexile, sic stabit contiguum rigidum inversum », ce qui signifie approximativement « De la même façon que pend un fil flexible, s'élève l'arche rigide, mais de manière inversée »)
Robert Hooke n'a pas fourni les solutions de son vivant, celles-ci n'ont été fournies que par son exécuteur testamentaire en 1705, deux ans après sa mort.
Toujours en science, l'anagramme a servi à créer des dénominations scientifiques.
Ainsi, l'entomologiste et botaniste Francis B. White nomme un insecte hétéroptère (punaise) de Nouvelle-Zélande de la famille des Rhyparochromidae Margareta, en hommage à sa femme Margaret, et, dans le même ouvrage, il crée, également par anagramme les genres Metagerra, Targarema (repris pour désigner la tribu des Targaremini, auxquels sont rattachés ces deux derniers genres) et enfin Argaterma (Cicadellidae). Ce principe ludique est repris par deux auteurs subséquents, T. E. Woodward en 1953 et M. B Malipatil en 1977 pour deux nouveaux genres de Targaremini, avec respectivement les genres Regatarma et Geratarma. Il existe d'autres cas de création de noms scientifiques par anagrammes.

### Jeux de société
L'anagramme est la base de plusieurs jeux :
- au Scrabble, le joueur pioche sept lettres aléatoirement d'un sac et doit les placer sur une grille de 225 carrés pour former des mots valables. Il existe une variante du jeu nommé Clabbers où les joueurs doivent poser les lettres d'un mot valable, mais pas dans le bon ordre. Par exemple le mot joueur pourrait s'écrire uuoejr ou ujroue ;
- au Boggle, il y a une grille de seize carrés avec seize cubes pour les remplir. Sur chaque cube il y a six lettres, donc seize lettres sont affichées sur 96 lettres possibles. Le but est de faire le plus grand nombre de mots possible pour marquer des points ;
- les mots croisés emploient souvent des anagrammes. Une solution peut être trouvée en identifiant quelles sont les lettres à utiliser puis en résolvant l'anagramme ;
- dans le jeu Des chiffres et des lettres, les joueurs doivent trouver le mot le plus long d'un tirage de dix lettres, seul celui qui trouve le mot le plus long reçoit les points. Il existe également des duels où les joueurs doivent trouver deux mots d'un tirage de 10 lettres, dont un de dix lettres et un de moins de dix lettres (par exemple stalagmite et glaise).
- dans le jeu MotDifiable , déplacez une ou plusieurs cartes pour modifier le mot en jeu,  le plus longtemps possible jusqu'à bloquer les autres joueurs. Plus votre mot sera long plus vous handicaperez vos adversaires

### Logiciels
Sur Internet, il existe des centaines de logiciels pour créer ou résoudre les anagrammes. Ces logiciels sont couramment appelés des anagrammeurs et sont employés pour les jeux comme le Scrabble ou pour les mots croisés. Ces logiciels peuvent servir à tricher, par exemple au Scrabble les logiciels servent à trouver les mots les plus longs, permettant aux joueurs d'empocher les 50 points de bonification pour un scrabble (le nom pour un coup où on pose toutes les lettres). Les anagrammeurs permettent aussi aux joueurs de s'entraîner, par exemple trouver les solutions optimales au jeu Des chiffres et des lettres.

## Figures proches
- Figure « mère » : répétition, jeu de mots.
- Figure « fille » : hypogramme saussurien (sur les syllabes), phrase anacyclique (sur les mots).
- Anacyclique : anagramme inversant l’ordre des lettres (« Noël » / « Léon »).
- Anagramme phonétique (homophone) : une anagramme portant sur la transcription phonétique du mot et non son orthographe (Marque / crame, encore / Coran)
- Palindrome : mot ayant la même signification dans les deux sens de lecture (« Laval »). Le palindrome est un anacyclique (lecture dans les deux sens) mais non une anagramme (pas de permutation de lettres).
- Paronyme : terme très proche d'un autre par la prononciation ou l'écriture (« attention » / « intention »). Le paronyme peut être aussi une anagramme (« pâtisserie » / « tapisserie »).
- Homonymes : mots qui se prononcent identiquement mais avec une orthographe différente.